# Primer depósito de aguas potables de la ciudad de Valencia
El antiguo depósito de aguas potables de la ciudad de Valencia, conocido también como depósito de Mislata o depósito general de la Sociedad de Aguas Potables de Valencia, pieza fundamental en la primera red de agua potable de la ciudad, es un edificio diseñado en 1845 por el ingeniero Calixto Santa Cruz, iniciada su construcción en 1847 e inaugurado en 1850; que actualmente es la sede del Museo de Historia de Valencia.

## Historia
El desarrollo industrial en la ciudad de Valencia provocó la llegada de una gran cantidad de emigrantes del campo, esto supuso un crecimiento rápido de la ciudad sin una previa planificación, lo cual dio lugar a un aumento de la población que se amontona en barrios que carecen de todo tipo de servicios.
Mientras esto ocurre, desde mediados del siglo XIX surge una corriente de pensamiento conocida como  Higienismo, un movimiento técnico, cultural y jurídico que se enfocó en la  mejora de las condiciones y calidad de vida de las ciudades, centrándose fundamentalmente en cuatro aspectos básicos: instalación de alcantarillado y tratamiento del agua, instalación de alumbrado público, ordenación de las ciudades en calles bajo planes de ordenación y la construcción de grandes vías para la aireación de la ciudad.
Estas son las circunstancias en las que se enmarca el inicio del abastecimiento de agua potable a Valencia, ciudad en la que era prioritario conseguir poner freno a la mortalidad producida por epidemias de cólera y tifus.
En 1845 se produce el fallecimiento del canónigo Mariano Liñán, quien había dejado en su testamento 28.000 duros en deuda pública francesa con la condición de ser utilizados para  financiar el abastecimiento de agua potable a su ciudad natal, Valencia, siempre que el proyecto se iniciara antes de un año, en caso contrario el dinero iría a parar a la Beneficencia.
Pese a que la cantidad legada por el canónigo Mariano de Liñán era insuficiente para poder llevar a cabo el proyecto, se crea una comisión formada por el Ayuntamiento de Valencia, la Sociedad Económica de Amigos del País y el hermano del canónigo Liñán. La reina Isabel II concedió, el 9 de octubre de 1845, el permiso para crear la red y la planta de abastecimiento para la ciudad, y se decidió que la toma se realizara en el río Turia.
El proyecto es diseñado por el ingeniero Calixto Santa Cruz y la obra es dirigida por el ingeniero Ildefonso Cerdá Suñer con la colaboración de Leodegario Marchessaux.

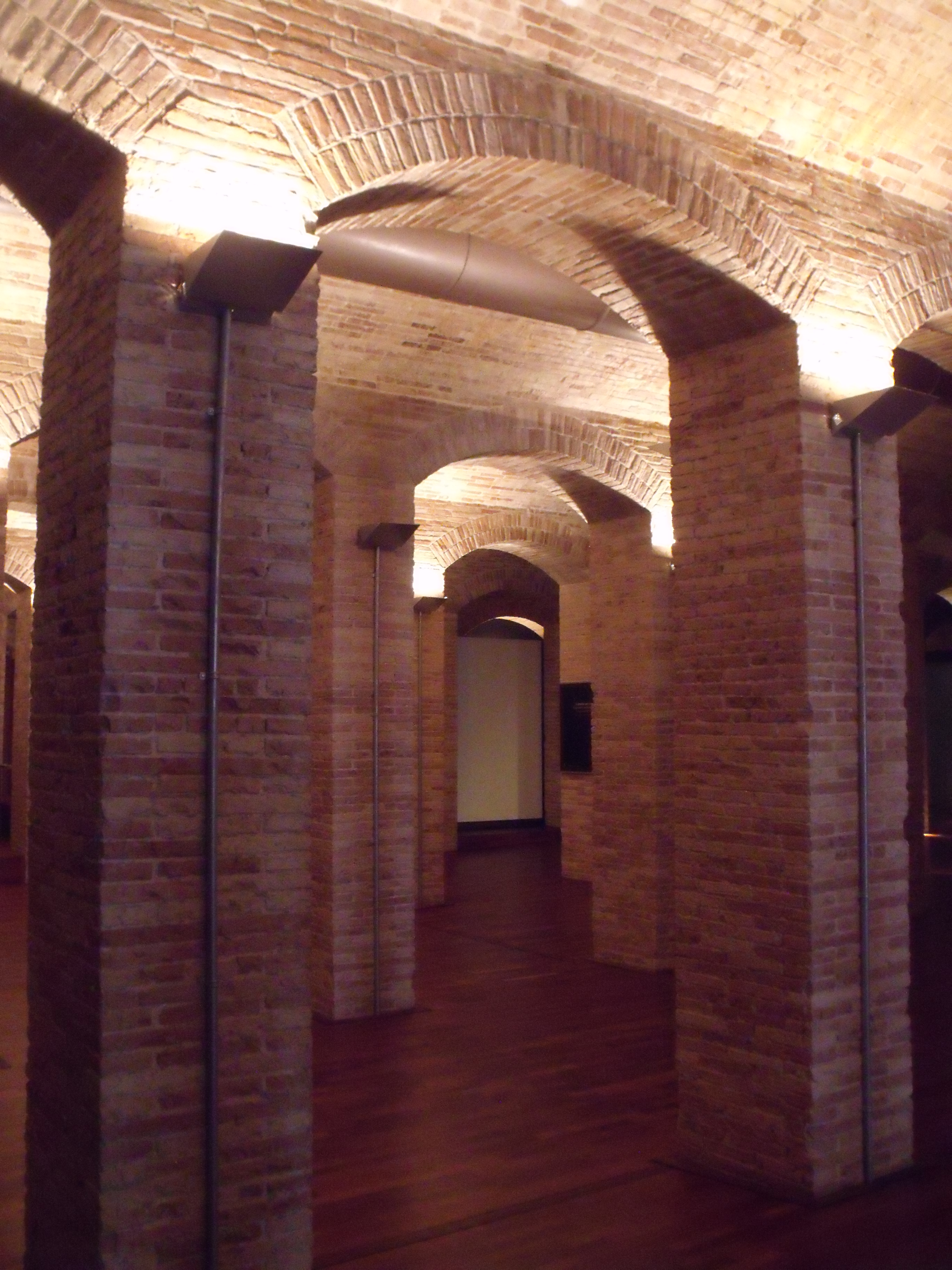
Interior del actual Museo de Historia de Valencia

El depósito fue concebido con una doble función, por un lado debía contener el suficiente volumen para poder asegurar el suministro a la ciudad, lo cual suponía unos  9500 m³; y por otro lado, debía elevar la presión de la red general de distribución.
El problema de la falta de dinero para hacer frente al proyecto se superó con la creación, el 8 de enero de 1846, por parte de José Campo, Marqués de Campo, entonces Alcalde de Valencia, de una Sociedad Anónima en la que particulares aportaban dinero que se podría recuperar mediante impuestos en la ciudad: en aduanas sobre el trigo y otros alimentos básicos; y los espectáculos públicos. Este sistema permitió conseguir la financiación necesaria para poder llevar a cabo el proyecto. Más tarde, cuando José Campo deja la alcaldía,  se erige presidente de la empresa Sociedad Valenciana para la Conducción de Aguas Potables.
Para iniciar el proyecto, se lleva a cabo la construcción del azud de “La Presa”, una balsa de decantación y un acueducto que llega hasta el Arquillo, todo ello entre 1845 y 1850.
Desde el Arquillo partían  dos tuberías de 355 mm que llegaban hasta el Depósito General de aguas potables de Valencia, que se había emplazado en una zona extramuros de la ciudad, invadiendo parte del municipio de Mislata. Desde el depósito salían las primeras tuberías de agua potable que abastecía la ciudad por las calles Quart y Caballeros, proveyendo de agua potable a media docena de fuentes bebederos.
La ceremonia inaugural de la traída de agua a Valencia tuvo lugar en la fuente de la plaza del Negrito (antigua plaza de Calatrava, que fue una de las primeras fuentes que tenía agua potable en la ciudad) el 19 de noviembre de 1850, constituyó el primero en su género de los que se hicieron en España.
La demanda de agua potable siguió creciendo a lo largo de los años 1850 y 1878, por lo que  el sistema de captación, tratamiento y distribución se mostraba insuficiente para abastecer a la ciudad. Esto lleva al ayuntamiento a solicitar  a la empresa suministradora de agua potable, que aumente el agua que suministra a la ciudad tanto en calidad como en cantidad.
Estas nuevas necesidades coinciden con la extensión de la ciudad fruto del derrocamiento de las murallas y los planes de ensanche. Las murallas fueron sustituidas por  una ronda exterior que más tarde pasó a llamarse calle Colón. Al tiempo se produce la absorción de los primitivos arrabales que rodeaban la zona extramuros de la ciudad y se incorporan como nuevos barrios de Valencia, como ocurrió con  Ruzafa, que pasó a formar parte de la ciudad en 1877.
De esta forma, a finales del siglo XIX, en 1888, se plantea la necesidad de construir un nuevo depósito de aguas potables. La obra consiste en el depósito de San Onofre en Cuart de Poblet, una  tubería DN 600 mm en el tramo San Onofre-Arquillo, una nueva balsas de decantación en “La Presa” y mejoras en los filtros de Manises.

## Descripción del edificio
El edificio está hecho de ladrillo de origen local, procedente de Manises y Aldaya.
Para realizarlo se llevó a cabo una excavación en forma de  rectángulo enterrado, de 69 x 43 metros, que estaba cubierto por once bóvedas rebajadas de cañón (con una altura del intradós de 4,5 metros)  que descansaban en arcadas de ladrillo de dos metros de luz apoyadas en su parte central por 250 pilares de ladrillo, y en su perímetro por un muro de mampostería y hormigón de cal hidráulica.

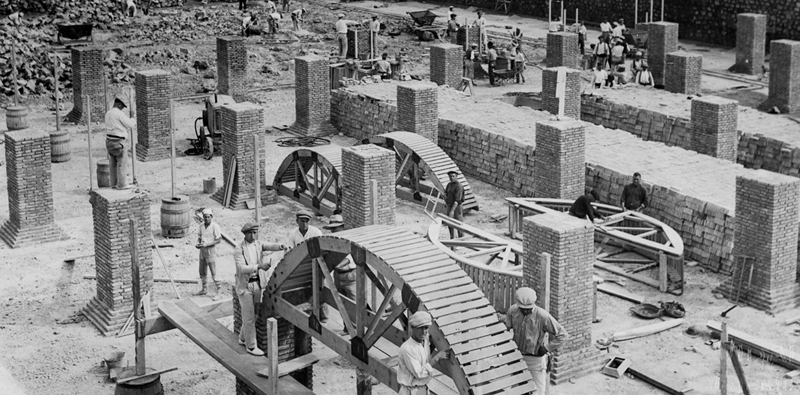

Todos los paramentos verticales del interior estaban enlucidos con cemento Pórtland.
El sistema de cañería se importó de Londres.

### Adaptación a Museo
El depósito de aguas potables de Valencia dejó de utilizarse y con ello se inició un periodo de total abandono de las instalaciones, lo cual llevó al deterioro del edificio y al hundimiento de parte de sus bóvedas en el año 1998, hecho que permitió llamar la atención sobre este edificio que constituía una joya del arquitectura  industrial de la ciudad.
Se decide así llevar a cabo la restauración del antiguo depósito de agua, obra dirigida por Juan José Garrido entre 1998 y 2001. La rehabilitación consistió en retirar el revestimiento hidrófugo que recubría los pilares, dejando al descubierto el ladrillo original que aportaba una gran belleza al espacio hipóstilo.
Con su rehabilitación, en la parte superior del antiguo depósito se creó una nueva plaza pavimentada y se dio origen a un nuevo acceso en su cota cero, lo cual permitía contemplar el espacio dominado por la contundencia de la fábrica de ladrillo.
El suelo sí que tuvo que sufrir más intervención, ya que una vez se decidió emplazar la sede del Museo de Historia de Valencia en el antiguo depósito, debía evitarse el desnivel (de hasta 80 centímetros) existente  en su lado sureste (creado para facilitar la salida del agua del depósito con cierta presión),  y al tiempo, debía buscarse alguna solución al problema de ocultar el cableado de las instalaciones; estas dificultades se superaron  colocando un suelo de parqué que además aportó armonía al conjunto.
Para facilitar el acceso se acentuó el desnivel en la entrada, y se dio origen a una rampa en sentido inverso al que tuvo en un principio, lo cual  facilitaba la carga y descarga de material expositivo.
Además hubo que realizar intervenciones menores para la instalación de los lavabos y la climatización del espacio.
Así en 2003 se inaugura el  Museo de Historia de Valencia, con un nuevo concepto  museográfico en el que se combina la exhibición de piezas históricas con medios audiovisuales.
El museo presenta en la zona este desde la entrada, la tienda, el mostrador de recepción y el guardarropa, el ágora, concebida como área configuradora del espacio total, la sala de usos múltiples, la sala de exposiciones temporales y la mediateca. Toda la zona oeste, se convirtió en el espacio de la colección permanente del museo, en la que se recogen los 22 siglos de historia de la ciudad de Valencia por medio de ocho bloques, cada uno referente a un periodo histórico concreto: Valentia, Balansiya, Valencia en la Edad Media, De las Germanías a la Nueva Planta, La Valencia Borbónica, La ciudad del vapor, La modernidad truncada y la Valencia vivida.